# Destutia parallelia
Destutia parallelia är en fjärilsart som beskrevs av Holland 1910. Destutia parallelia ingår i släktet Destutia och familjen mätare. Inga underarter finns listade i Catalogue of Life.